# Hněvín
Hněvín är en kulle i Tjeckien.   Den ligger i regionen Ústí nad Labem, i den nordvästra delen av landet, 70 km nordväst om huvudstaden Prag. Toppen på Hněvín är 399 meter över havet, eller 100 meter över den omgivande terrängen. Bredden vid basen är 1,5 km.
Terrängen runt Hněvín är platt åt sydväst, men åt nordost är den kuperad.Runt Hněvín är det ganska glesbefolkat, med 29 invånare per kvadratkilometer. Närmaste större samhälle är Most, 2,0 km söder om Hněvín. Trakten runt Hněvín består till största delen av jordbruksmark.